# Nepheloleuca floridata
Nepheloleuca floridata är en fjärilsart som beskrevs av Augustus Radcliffe Grote 1883. Nepheloleuca floridata ingår i släktet Nepheloleuca och familjen mätare. Inga underarter finns listade i Catalogue of Life.